# Scindapsus cuscuaria
Scindapsus cuscuaria là một loài thực vật có hoa trong họ Ráy (Araceae). Loài này được (Aubl.) C.Presl miêu tả khoa học đầu tiên năm 1851.